# Órdenes, condecoraciones y medallas de Chile
Las órdenes y condecoraciones otorgadas por el Estado de Chile pueden clasificarse en dos grupos; las civiles y las militares. Las distinciones militares se entregan por las distintas ramas de Fuerzas Armadas de Chile. Los reconocimientos civiles se otorgan por intermedio de su Ministerio de Relaciones Exteriores son las cuatro que se señalan:

## Orden al Mérito de Chile

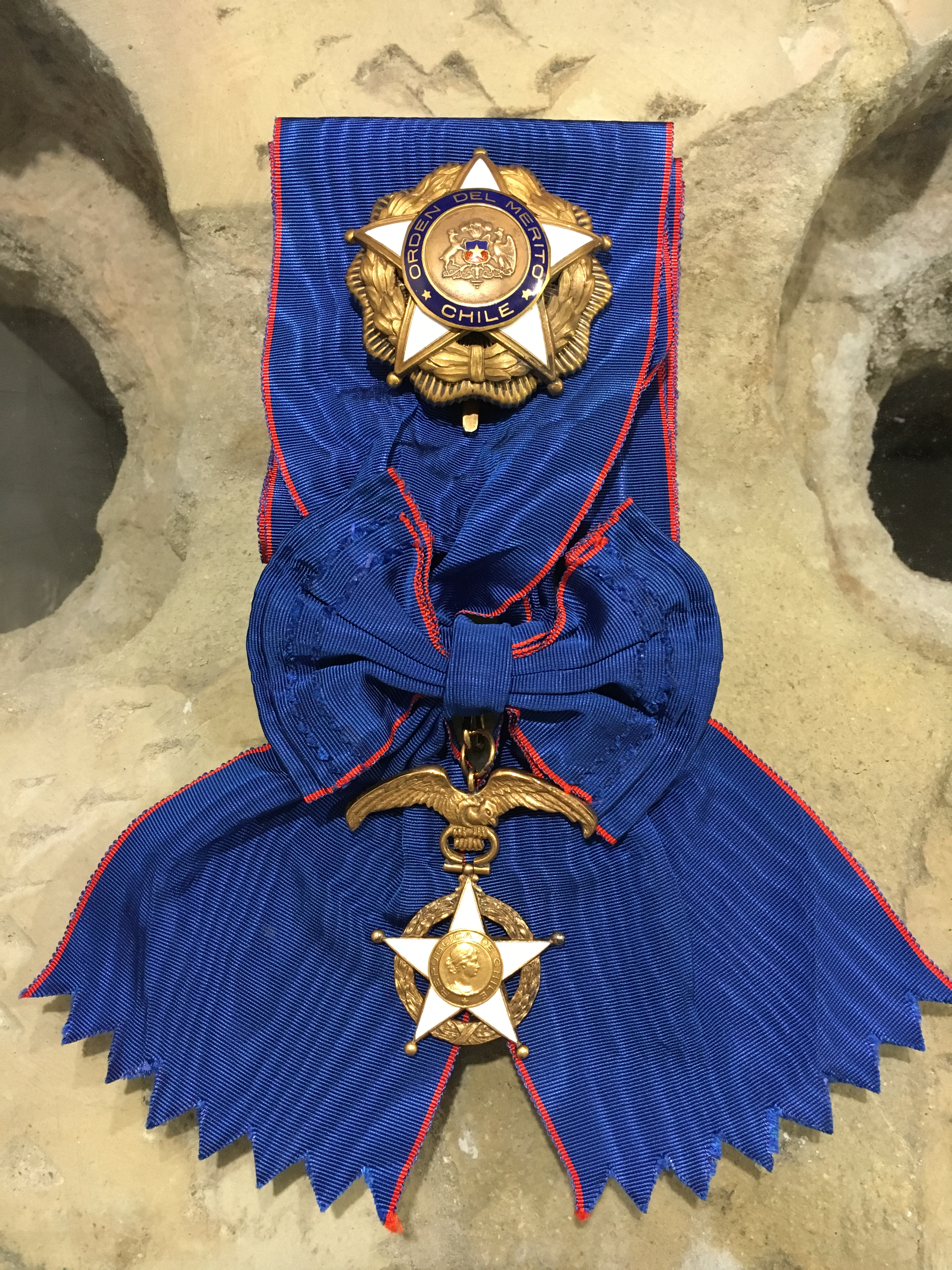
Gran Cruz de la Orden del Mérito (Chile).

La Orden al Mérito de Chile (creada en 1929), nace de su antecesora la  Medalla Al Mérito. Esta distinción fue creada durante el gobierno del presidente de la República Germán Riesco a través del decreto 1350 del Ministerio de Guerra del 14 de septiembre de 1906, para corresponder las atenciones prestadas por los Ejércitos extranjeros a los oficiales chilenos que se encontraban perfeccionándose en países amigos.
Las primeras 200 medallas militares Al Mérito fueron acuñadas en oro y en plata, dándoles el título de Primera y Segunda clase, respectivamente. Más tarde, en el mes de agosto de este mismo año, la distinción agrega una nueva categoría, quedando la Primera, la Segunda y la Tercera clase.
Entre esta fecha y 1924 se agregó una nueva clase, denominada Gran Oficial, para ser conferida a los jefes de Estado, quedando así las cuatro categorías que en 1925 se rebautizarían como: Gran Oficial, Comendador, Oficial y Caballero; dando lugar a que en 1929 se creara la condecoración nacional reservada solo para extranjeros y finalmente compuesta de los cinco grados que mantiene hasta hoy:
- Collar.
- Gran Cruz.
- Gran Oficial.
- Comendador.
- Oficial.
- Caballero.

## Orden de Bernardo O'Higgins

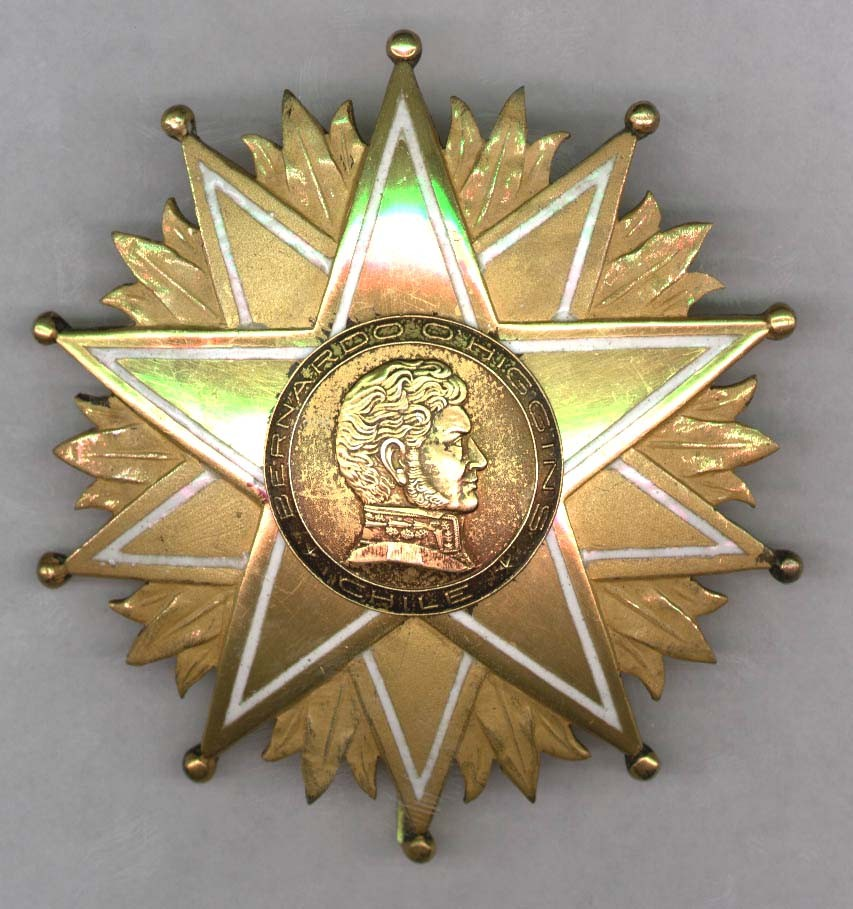
Placa de la Gran Cruz de la Orden Chilena Bernardo O'Higgins.

La Orden de Bernardo O'Higgins fue creada en 1956 (Decreto N.º 272) al ampliarse los grados de la Orden al Mérito después del grado de Caballero y como continuación de estos los grados de Medalla Bernardo O'Higgins de Primera Clase y Medalla Bernardo O'Higgins de Segunda Clase. Como la anterior, está reservada a extranjeros. Posteriormente, en 1967 (Decreto N.º 303) se separó de la Orden al Mérito con sus propios grados, que eran casi idénticos a los de esta. En 1985 se estableció su reglamento, y en 2006 se estableció la categoría de Collar, quedando con los mismos grados que la Orden al Mérito.

## Condecoración Servicios Meritorios a la República
La Condecoración Servicios Meritorios a la República se crea en 1985 por el Decreto de Nº 435 y en 1988 por el Decreto n.º 653 para un ciudadano chileno que haya presentado un servicio o realizado una acción cuyas consecuencias sean de especial relevancia, según indica el decreto, para Chile. Tiene los siguientes grados:
- Gran Oficial: Gran Estrella de Oro. Será un Sol de oro de 18 Klts. de 64 mm de diámetro, con una cruz dentada, esmaltada en color rojo, con 8 esferas. En su centro, un círculo de 31 mm de diámetro con la leyenda "República de Chile Honor y Mérito". En el medio del círculo va otro círculo esmaltado en rojo, de 21 mm de diámetro, con un Escudo de Armas de la República, de 15 mm de ancho por 13 mm de alto. En la parte superior de la Condecoración va un triángulo con argolla, prendida al laurel cerrado y ovalado de 30 mm de ancho por 25 mm de alto, con un eslabón prendido a la cinta de raso blanco de 40 mm de ancho para amarrarse al cuello. Acompaña a esta Condecoración una banda de raso blanco de 100 mm de ancho, con un tricolor de 16 mm en el centro de la banda. Prendida a la banda va un rosetón de raso blanco, con la réplica de la Condecoración, de 44 mm de diámetro. Al reverso va grabada la siguiente leyenda: DIOS PATRIA LIBERTAD y en su centro, un Escudo de Armas de la República, esmaltado, de 14 mm de alto por 12 mm
- Comendador: Comendador, Estrella de Plata con Laurel de Oro. Será de plata fina. Consiste en una Cruz de Malta, de 63 mm de diámetro, esmaltada en color blanco, rodeada por dos laureles de oro de 18 Klts, tomando la parte interior de la Cruz de Malta el laurel exterior de 8 mm y el laurel interior de 5 mm de ancho. En el medio, un círculo esmaltado de color rojo, de 30 mm de diámetro. En su centro, un Escudo de Armas de la República, esmaltado de 17 mm de alto por 18,50 mm de ancho. Prendida de un laurel cerrado ovalado, de 30 mm de ancho por 25 mm de alto, tomado por una argolla superior, para colocar una cinta de raso blanco de 40 mm de ancho, prendida por una barra pasador, para tomar la condecoración. En el centro de la cinta, dos estrellas de plata de 8 mm de diámetro. Al reverso lleva grabada la siguiente leyenda: DIOS PATRIA LIBERTAD y en su centro, un Escudo de Armas de la República, de 14 mm de alto por 12 mm de ancho.
- Caballero: Estrella de Plata. Será de plata fina. Consiste en una Cruz de Malta, de 63 mm de diámetro, esmaltada en color blanco, rodeada por un laurel del mismo metal, de 8 mm de ancho, tomando la parte interior de la Cruz de Malta. En el centro, un círculo esmaltado de color rojo, de 30 mm de diámetro y en su centro, un Escudo de Armas de la República esmaltado en sus colores de 17 mm de alto y 18,5 mm de ancho. Prendida de un laurel, cerrado ovalado, de 30 mm de ancho por 25 mm de alto. Tomado por una argolla y contra argolla superior, para colocar una cinta de raso blanco de 40 mm de ancho, prendida a una barra pasador para prender la Condecoración. En el centro de la cinta lleva una estrella de plata de 8 mm de diámetro. Al reverso, llevará grabada la siguiente leyenda: DIOS PATRIA LIBERTAD y en su centro, un Escudo de Armas de la República, esmaltado en sus colores de 14 mm de alto por 12 mm de ancho..[1]

## Orden al Mérito Docente y Cultural Gabriela Mistral
Por el Decreto N.º 655 de 1977 se crea la  Orden al Mérito Docente y Cultural Gabriela Mistral. Otorgada según consigna el Decreto a personalidades nacionales y extranjeras que se hayan destacado por su contribución en beneficio de la Educación, la Cultura y el enaltecimiento de la función docente. Con tres grados:
- Gran Oficial
- Gran Comendador
- Caballero

La condecoración Gabriela Mistral no se entrega bajo ningún régimen de tiempo y es la Presidencia de la República y el Ministerio de Educación quienes ratifican y adjudican finalmente el premio.

## Orden al Mérito Artístico y Cultural Pablo Neruda
La Orden al Mérito Artístico y Cultural Pablo Neruda fue creada en 2004 por el Consejo Nacional de la Cultura y las Artes del Gobierno de Chile en el marco de la conmemoración del centenario del natalicio del poeta chileno Pablo Neruda.

## Medalla "Al Valor"
La medalla Al valor, es una Condecoración militar creada mediante el Decreto Supremo N.º 2007, de 31 de octubre de 1945, para ser otorgada a cualquiera de los miembros de las Fuerzas Armadas, en sustitución de las medallas individuales existentes a la época en cada una de las tres ramas.

## Órdenes, condecoraciones y medallas abolidas

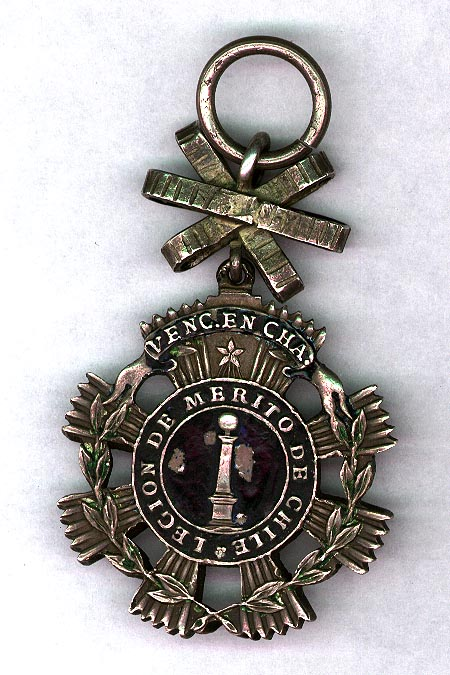
Legión de mérito.

- Legión de Mérito de Chile (1817-1823)